# UFC Fight Night: Blaydes vs. Lewis
UFC Fight Night: Blaydes vs. Lewis (conosciuto anche come UFC Fight Night 185, oppure UFC on ESPN+ 43, o anche UFC Vegas 19) è stato un evento di arti marziali miste tenuto dalla Ultimate Fighting Championship il 20 febbraio 2021 all'UFC APEX di Las Vegas, negli Stati Uniti.

## Risultati
|                  | Divisione               |                 |                 |                    | Metodo                                        | Round           | Tempo           | Premio          |
| Card Principale  | Card Principale         | Card Principale | Card Principale | Card Principale    | Card Principale                               | Card Principale | Card Principale | Card Principale |
| ---------------- | ----------------------- | --------------- | --------------- | ------------------ | --------------------------------------------- | --------------- | --------------- | --------------- |
|                  | Pesi massimi            | Derrick Lewis   | batte           | Curtis Blaydes     | KO (pugno)                                    | 2               | 1:26            | POTN            |
|                  | Catchweight (138 lbs)   | Yana Kunitskaya | batte           | Ketlen Vieira      | Decisione unanime (29–28, 29–28, 29–28)       | 3               | 5:00            |                 |
|                  | Pesi piuma              | Darrick Minner  | batte           | Charles Rosa       | Decisione unanime (30–26, 30–27, 29–27)       | 3               | 5:00            |                 |
|                  | Pesi massimi            | Chris Daukaus   | batte           | Oleksij Olijnyk    | KO tecnico (pugni)                            | 1               | 1:55            | POTN            |
|                  | Pesi medi               | Phil Hawes      | batte           | Nassourdine Imavov | Decisione maggioritaria (28–28, 29–28, 29–28) | 3               | 5:00            |                 |
|                  | Pesi massimi            | Tom Aspinall    | batte           | Andrei Arlovski    | Sottomissione (rear-naked choke)              | 2               | 1:09            | POTN            |
| Card Preliminare |                         |                 |                 |                    |                                               |                 |                 |                 |
|                  | Catchweight (150 lbs)   | Jared Gordon    | batte           | Danny Chavez       | Decisione unanime (30–27, 30–27, 29–28)       | 3               | 5:00            |                 |
|                  | Pesi gallo              | John Castañeda  | batte           | Eddie Wineland     | KO tecnico (pugni)                            | 1               | 4:44            |                 |
|                  | Pesi piuma              | Julian Erosa    | batte           | Nate Landwehr      | KO tecnico (ginocchiata saltata)              | 1               | 0:56            |                 |
|                  | Pesi mosca femminili    | Casey O'Neill   | batte           | Shana Dobson       | KO tecnico (pugni)                            | 2               | 3:41            |                 |
|                  | Catchweight (140.5 lbs) | Aiemann Zahabi  | batte           | Drako Rodriguez    | KO (pugno)                                    | 1               | 3:05            | POTN            |
|                  | Pesi massimi            | Sergey Spivak   | batte           | Jared Vanderaa     | KO tecnico (pugni)                            | 2               | 4:32            |                 |

## Premi
I lottatori premiati ricevettero un bonus di 50.000 dollari.
Legenda:
- FOTN: Fight of the Night (vengono premiati entrambi gli atleti per il miglior incontro dell'evento)
- POTN: Performance of the Night (viene premiato il vincitore per la migliore performance dell'evento)